# 黄北坪乡
黄北坪乡，是中华人民共和国河北省石家庄市赞皇县下辖的一个乡镇级行政单位。

## 行政区划
黄北坪乡下辖以下地区：
黄北坪村、槐疙瘩村、秦林村、长沙村、松会村、南王家庄村、宋家庄村、东沟村、南张家庄村、安家庄村、西石家庄村、了丝坡村、南掌村、石咀头村、玉皇庙村、川房村、枣林村、上段村、下段村、上桃坡村、下桃坡村、上马峪村、中马峪村、下马峪村、东马峪村、西马峪村和西白草坪村。